# ان‌جی‌سی ۷۷۹۳
ان‌جی‌سی ۷۷۹۳ (انگلیسی: NGC 7793) یک کهکشان مارپیچی در صورت فلکی جنوبی سنگتراش است که در سال ۱۸۲۶ توسط ستاره شناس اسکاتلندی، جیمز دانلوپ کشف شد.